# Vormingstheater
Vormingstheater, ook wel politiek theater genaamd, is een didactische en geëngageerde toneelvorm, ontstaan aan het eind van de jaren 60 van de 20e eeuw uit verzet tegen het repertoiretoneel, met als doel het publiek politiek en sociaal bewust te maken. De stukken hebben meestal een actueel sociaal gegeven als uitgangspunt waarop door de acteurs kan worden geïmproviseerd. Als beginjaar wordt wel 1969 aangenomen. De beweging kwam voort uit de studentenrevolte die in mei 1968 te Parijs plaatsvond en elders nagevolgd werd.
In Nederland begon deze beweging op 1 november 1969 met de Aktie Tomaat, die de repertoirekeuze van De Nederlandse Comedie te Amsterdam ter discussie stelde middels het gooien van tomaten naar het podium.
De naam vormingstheater kwam voort uit het feit dat een aantal toneelgroepen die dit genre beoefenden, met name Proloog, in feite afdelingen van grote toneelgezelschappen waren die voor de jeugd en voor scholen speelden.
De Eindhovense toneelgroep Proloog (Proloog speelt toneel en bij al wat ze speelt kiest ze ondubbelzinnig partij...) formuleerde het begrip vormingstheater in 1979 aldus: door middel van ons werk, samen met publiek werken aan een anti-kapitalistisch en anti-patriarchaal bewustzijn, en zodoende een middel te zijn in de strijd voor een socialistische maatschappij...

## Bekende toneelgroepen
Bekende toneelgroepen die aan vormingstheater deden waren:
- Het Trojaanse Paard, ontstaan 1970, genoemd naar hun eerste toneelstuk: Het Trojaanse Paard of de stuitbare opkomst van Victor De Brusseleire waarin de Belgische politicus Paul Vanden Boeynants werd bekritiseerd, een unicum in die dagen.
- Vuile Mong en zijn Vieze Gasten, opgericht 1971 te Veurne
- Internationale Nieuwe Scène, die Mistero Buffo van Dario Fo op de planken bracht, vanaf 1972. Voortgekomen uit de Koninklijke Nieuwe Schouwburg te Antwerpen
- Satirikon (1976-1978 en 1980-1982) die onder meer de kraakbeweging tot onderwerp had
- Toneelwerkgroep Proloog, een nevengezelschap van Zuidelijk Toneel Globe (nu: Het Zuidelijk Toneel) te Eindhoven
- Bloemgroep
- Noorder Compagnie
- Gltwee, een nevengezelschap van het Groot Limburgs Toneel te Maastricht
- De Nieuwe Komedie
- Het Werkteater, experimenteel theater, onder meer gericht op zorg voor gehandicapten en ouderen